# گمینا دنبنو (استان پومرانی غربی)
گمینا دنبنو (استان پومرانی غربی) (به لهستانی:  Gmina Dębno) یک گمینا در لهستان است که در شهرستان مشلیبوژ واقع شده‌است. گمینا دنبنو ۳۱۸٫۷۸ کیلومتر مربع مساحت و ۲۰٬۸۰۵ نفر جمعیت دارد.